# 山城奈々
山城 奈々（やましろ なな、1993年12月17日 - ）は、沖縄県浦添市出身の女子プロゴルファーである。所属はTee-up。

## 経歴
宮里藍に影響を受け、10歳からゴルフを始める。沖縄県立浦添高等学校卒業。
2014年、最終プロテストで山田成美に次ぎ、堀琴音や永峰咲希らを抑えて2位で合格し、日本女子プロゴルフ協会入会。「NEC軽井沢72ゴルフトーナメント」では首位タイで並んだ3人と2打差の4位タイ。翌年シード権を最後まで争ったが最終戦で予選落ちし賞金ランク54位。
2015年、「大東建託・いい部屋ネットレディス」では首位と3打差の4位タイ。賞金ランク63位。
2016年7月、ステップアップツアーで佐々木慶子とのプレーオフを制し初優勝を飾ると、9月にもやはりプレーオフを制し2度目の優勝。賞金ランク97位。
2017年、「サントリーレディス」の4位タイが最高位。賞金ランク95位。
2018年、2019年はレギュラーツアーで賞金獲得なし。
2020年、公式戦「日本女子プロゴルフ選手権大会」での22位タイが最高位。
前年と同一シーズンとなった2021年、「ヨネックスレディス」では初日にホールインワンを達成。最終日に65とスコアを伸ばし4位タイ。

## 成績

### ツアー優勝

#### ステップアップツアー (2)
- カストロールレディース (2016年)
- 山陽新聞レディースカップ (2016年)